# Apc
Apc är en ort i Ungern.   Den ligger i provinsen Heves, i den centrala delen av landet, 60 km nordost om huvudstaden Budapest. Apc ligger 147 meter över havet och antalet invånare är 2 754.
Terrängen runt Apc är platt åt sydväst, men åt nordost är den kuperad. Runt Apc är det ganska tätbefolkat, med 80 invånare per kvadratkilometer. Närmaste större samhälle är Gyöngyös, 17,5 km öster om Apc. Trakten runt Apc består till största delen av jordbruksmark.